# Mighty Morphin Alien Rangers
Mighty Morphin: Alien Rangers este un serial despre 5 tineri chemați de Zordon (Robert L. Manahan) să le dea niște transformatoare pentru a deveni rangeri. Zordon reapare din nou după seria precedentă numai că recrutează alți rangeri care să salveze lumea se reîntorc și rangerii din seria precedentă Rocky,Billy,Aisha,Adam,Katherine și Tommy pentru a-i ajuta să salveze lumea cei 5 rangeri sunt: rangerul galben Tideus (Jim Gray), rangerul negru Corcus (Alan Palmer), rangerul alb Delphine (Rajia Baroudi), rangerul albastru Cestro (Karim Prince) și ultimul rangerul roșu Aurico (David Bacon). Aceștia sunt ajutați în lupte de Alpha 5 (Richard Steven Horvitz) care le trimite echipament.

## Început de serial
Este vorba de 5 adolescenți care se hotărăsc să fie recrutați la salvarea lumii. Tideus, Corcus, Delphine, Cestro și Aurico sunt eroii noștri Power Rangers.

## Date despre serial

### Început de serial
În casa domnului Zordon se află baza Power Rangers locul unde s-au transformat în Power Rangers.

### Rangerii
- Aurico - el este rangerul roșu original este liderul echipei.

- Corcus - el este rangerul negru original.

- Delphine - el este rangerul alb original.

- Cestro - el este rangerul albastru original.

- Tideus - el este rangerul galben original.=== Aliații ===

- Rocky - el este rangerul roșu original din seria precedentă Power Rangers venit să salveze lumea alături de ceilalți rangeri.

- Tommy - el este rangerul alb original din seria precedentă Power Rangers venit să salveze lumea alături de ceilalți rangeri.

- Billy - el este rangerul albastru original din seria precedentă Power Rangers venit să salveze lumea alături de ceilalți rangeri.

- Aisha - ea este rangerul galben original din seria precedentă Power Rangers venit să salveze lumea alături de ceilalți rangeri.

- Adam - el este rangerul negru original din seria precedentă Power Rangers venit să salveze lumea alături de ceilalți rangeri.

- Katherine - ea este rangerul roz original din seria precedentă Power Rangers venit să salveze lumea alături de ceilalți rangeri.=== Inamicii ===

- Rita Repulsa - se întoarce și vrea răzbunare să-i învingă odată pentru totdeauna pe rangeri ea este și stăpâna creaturilor.

- Lord Zedd - se întoarce la fel ca și Rita Repulsa și vrea același lucru să învingă odată pentru totdeauna pe rangeri el este și stăpânul creaturilor.

- Goldar - sclavul lui Zedd dar și al lui Rita el a reușit în prima serie să lase rangerii fără putere adică fără monezile cu care puteau să se transforme în rangeri dar nu i-a învins niciodată.

- Rito Revolto

- Master Vile

- Baboo

- Squatt

- Finster

- Hydro Hog

- Parrot Top

- See-Monster

- Crabby Cabbie

- Garbage Mouth

- Brick Bully

- Professor Longnose

- Slotsky

- Eric și Merrick Frații Barbari

- Bratboy

- Witchblade

- Arachnofiend